# Richard Donner
Richard Donner (eredeti neve: Richard D. Schwartzberg) (New York, New York, 1930. április 24. – Los Angeles, 2021. július 5.) amerikai filmrendező, filmproducer.

## Életpályája és munkássága
Off-Broadway-színész, majd New Yorkban tv-nél dolgozott. 1958-tól Kaliforniában reklám-, dokumentum-, majd tv-filmeket készített. Az 1960-as években kezdte pályáját a televízióban olyan sorozatokkal, mint az Alkonyzóna (1959) és a The Man From U.N.C.L.E. (1964). Első nagyjátékfilmjét 1961-ben rendezhette meg: ennek címe X-15, és a NASA nagy űrprogramja szellemében készült. Hollywoodban az 1970-es évek közepén kezdtek felfigyelni rá. Az áttörést nem a Superman, hanem az 1976-ban bemutatott horror, az Ómen hozta meg számára, amely szintén hatalmas sikert aratott a mozikban. Az 1978-as Superman-re sokan tekintenek úgy, mint az első modern szuperhősfilmre. A Christopher Reeve, Gene Hackman és Margot Kidder főszereplésével készült képregényfilm áttörés volt a szuperhősfilmek történetében, hiszen nagyköltségvetésből készült, sztárokat vonultatott fel, és nem utolsósorban elképesztő sikert hozott. Ő rendezte és producerként is jegyezte a Kincsvadászok (1985) című kalandfilmet, amelyben egy csapat gyerek veti magát az elrejtette kincs után. Néhány kevésbé jól sikerült film után a Halálos fegyver 1987-ben újra meghozta számára a sikert. 1989-ben mutatták be a Halálos fegyver folytatását, majd 1992-ben a harmadik, 1997-ben pedig a negyedik rész is megjelent. Hozzá fűzödik a Bérgyilkosok (1995) Sylvester Stallone-nal is. A Sólyomasszony (1985), a Szellemes karácsony (1988) és a Kincsvadászok is (1985) a családi kalandfilm klasszikusai voltak.

## Filmográfia

### Filmrendező
| Év   | Magyar cím                                 | Eredeti cím                             | Feladatkör | Feladatkör |
| Év   | Magyar cím                                 | Eredeti cím                             | Rendező    | Producer   |
| ---- | ------------------------------------------ | --------------------------------------- | ---------- | ---------- |
| 1961 | X-15                                       | X-15                                    | Igen       | Nem        |
| 1968 | Só és bors                                 | Salt and Pepper                         | Igen       | Nem        |
| 1969 | Lola                                       | Lola                                    | Igen       | Nem        |
| 1976 | Ómen                                       | The Omen                                | Igen       | Nem        |
| 1978 | Superman                                   | Superman                                | Igen       | Nem        |
| 1980 |                                            | Inside Moves                            | Igen       | Nem        |
| 1981 | Ómen 3. – Végső leszámolás                 | Omen III: The Final Conflict            | Nem        | Vezető     |
| 1982 | A kis terrorista és a játékszer            | The Toy                                 | Igen       | Nem        |
| 1985 | Kincsvadászok                              | The Goonies                             | Igen       | Igen       |
| 1985 | Sólyomasszony                              | Ladyhawke                               | Igen       | Igen       |
| 1987 | Halálos fegyver                            | Lethal Weapon                           | Igen       | Igen       |
| 1987 | Az elveszett fiúk                          | The Lost Boys                           | Nem        | Vezető     |
| 1988 | Szellemes karácsony                        | Scrooged                                | Igen       | Igen       |
| 1989 | Halálos fegyver 2.                         | Lethal Weapon 2                         | Igen       | Igen       |
| 1991 | Ínyencfalat                                | Delirious                               | Nem        | Vezető     |
| 1992 | Radio Flyer – Repül a testvérem            | Radio Flyer                             | Igen       | Nem        |
| 1992 | Halálos fegyver 3.                         | Lethal Weapon 3                         | Igen       | Igen       |
| 1993 | Szabadítsátok ki Willyt!                   | Free Willy                              | Nem        | Vezető     |
| 1994 | Maverick                                   | Maverick                                | Igen       | Igen       |
| 1995 | Bérgyilkosok                               | Assassins                               | Igen       | Igen       |
| 1995 | Szabadítsátok ki Willyt! 2.                | Free Willy 2: The Adventure Home        | Nem        | Vezető     |
| 1995 | Mesék a kriptából – Démonlovag             | Tales from the Crypt: Demon Knight      | Nem        | Vezető     |
| 1996 | Mesék a kriptából: Vérbordély              | Tales from the Crypt: Bordello of Blood | Nem        | Vezető     |
| 1997 | Szabadítsátok ki Willyt! 3. – A mentőakció | Free Willy 3: The Rescue                | Nem        | Vezető     |
| 1997 | Összeesküvés-elmélet                       | Conspiracy Theory                       | Igen       | Igen       |
| 1998 | Halálos fegyver 4.                         | Lethal Weapon 4                         | Igen       | Igen       |
| 1999 | Minden héten háború                        | Any Given Sunday                        | Nem        | Vezető     |
| 2000 | X-Men – A kívülállók                       | X-Men                                   | Nem        | Vezető     |
| 2002 | Döbbenet                                   | Ritual                                  | Nem        | Igen       |
| 2003 | Idővonal                                   | Timeline                                | Igen       | Igen       |
| 2006 | 16 utca                                    | 16 Blocks                               | Igen       | Nem        |
| 2006 | Superman II.: A Richard Donner-változat    | Superman II: The Richard Donner Cut     | Igen       | Nem        |
| 2009 | X-Men kezdetek: Farkas                     | X-Men Origins: Wolverine                | Nem        | Vezető     |

### Televíziós rendező
- Alkonyzóna (1959)
- A szökevény (1963)
- Cannon (1971-1973)
- Kojak (1973-1974)
- Petrocelli (1974)
- San Francisco utcáin (1974)
- Mesék a kriptából (1989-1992) (színész is)
- Variációk két ökölre (1992)

### Színészként
- Lassie (1971)
- Meredek pálya (2001)
- Hollywood legjobb rendezői (2009)